# دیونوسیوس تراکس

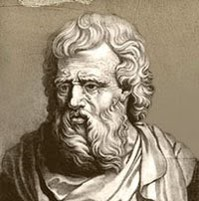
طرح‌نگاره‌ای از چهرهٔ دیونوسیوس تراکس

دیونوسیوس تراکس یا دیونوسیوس تراخس زبان‌شناس و جمله شناس یونانی بود که در حدود ۱۶۶ پ. م زاده شد و در اسکندریه و رودس برآمد.
او شاگرد آریستارخوس ساموتراکی بود و نویسنده قدیم‌ترین دستور زبان یونانی موجود نیز می باشد. این کتاب دست‌کم تا سیزده سده به‌عنوان معیار و ملاکی در این موضوع باقی ماند. دستور زبان لاتینی به هیئت آن نوشته شد و بسیاری از اصطلاحات فنی که هنوز امروزه مورد استفاده است، (از قبیل وجوه مِلْکی، مفعولی و مصدری) ترجمهٴ مغلوطی از اصطلاحات فنی یونانی است. دیونوسیوس شروحی بر آثار هومر و کارها و روزهای هزیود نیز نوشت.